# フレミング郡 (ケンタッキー州)
フレミング郡（英: Fleming County）は、アメリカ合衆国ケンタッキー州の北部に位置する郡である。2010年国勢調査での人口は14,348人であり、2000年の13,792人から4.0%増加した。郡庁所在地はフレミングスバーグ市（人口2,658人）であり、同郡で人口最大の都市でもある。フレミング郡は1798年に設立され、郡名は初期開拓者のジョン・フレミング大佐に因んで名付けられた。禁酒郡いわゆるドライ郡である。1998年にケンタッキー州議会がフレミング郡を「ケンタッキー州の屋根付橋の首都」に指定した。

## 地理
アメリカ合衆国国勢調査局に拠れば、郡域全面積は351.47平方マイル (910.3 km2)であり、このうち陸地350.84平方マイル (908.7 km2)、水域は0.62平方マイル (1.61 km2)で水域率は0.18%である。

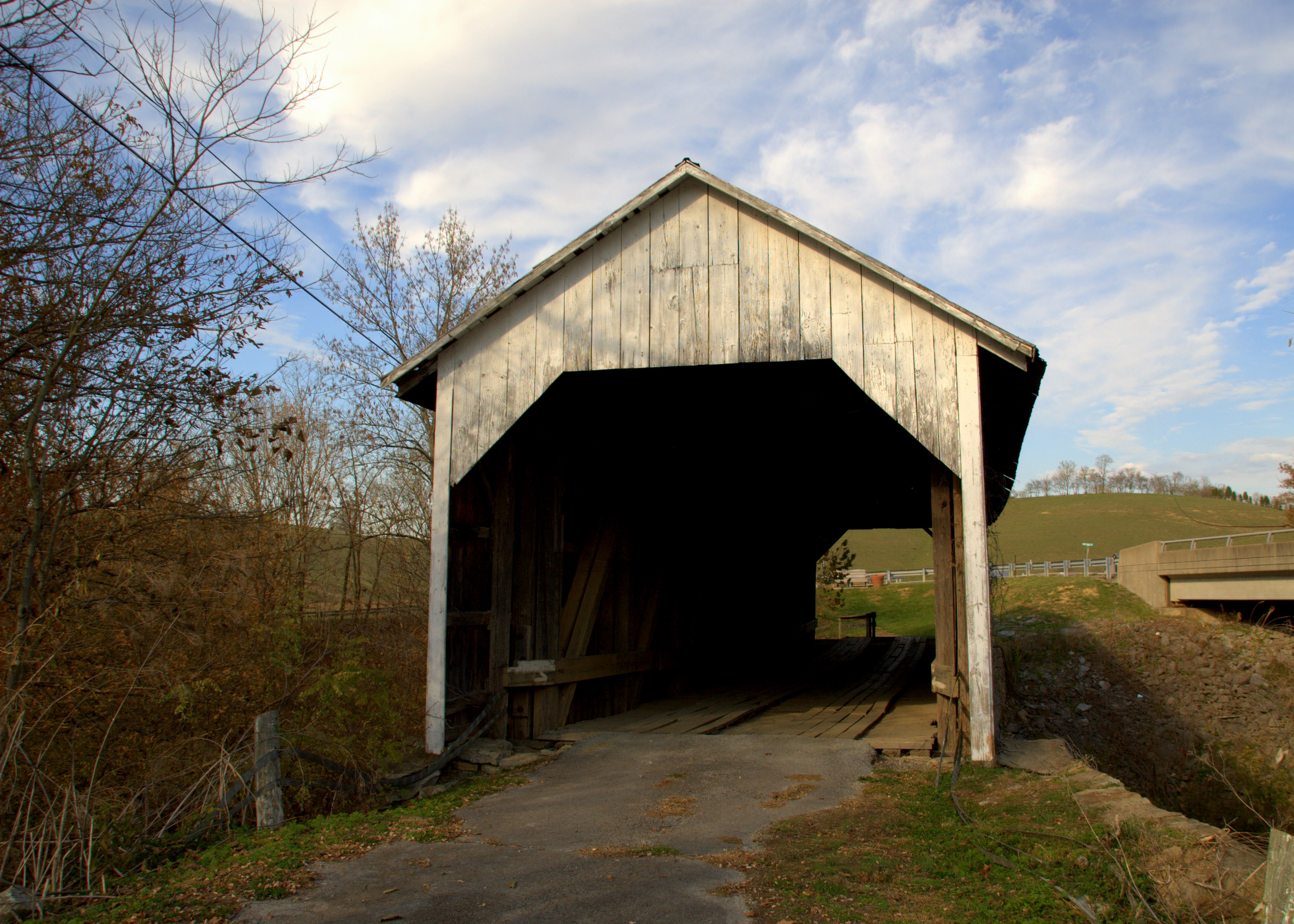
郡内の屋根付橋

### 隣接する郡
- メイソン郡 - 北
- ルイス郡 - 北東
- ローワン郡 - 南東
- バス郡 - 南
- ニコラス郡 - 西
- ロバートソン郡 - 北西

## 人口動態
以下は2000年国勢調査による人口統計データである。
| 基礎データ - 人口: 13,792人 - 世帯数: 5,367 世帯 - 家族数: 3,966 家族 - 人口密度: 15人/km2（39人/mi2） - 住居数: 6,120軒 - 住居密度: 7軒/km2（17軒/mi2） 人種別人口構成 - 白人: 97.33% - アフリカン・アメリカン: 1.41% - ネイティブ・アメリカン: 0.14% - アジア人: 0.17% - その他の人種: 0.28% - 混血: 0.67% - ヒスパニック・ラテン系: 0.75% 年齢別人口構成 - 18歳未満: 25.4% - 18-24歳: 8.4% - 25-44歳: 29.0% - 45-64歳: 23.9% - 65歳以上: 13.4% - 年齢の中央値: 36歳 - 性比（女性100人あたり男性の人口） - 総人口: 96.0 - 18歳以上: 93.2 | 世帯と家族（対世帯数） - 18歳未満の子供がいる: 34.8% - 結婚・同居している夫婦: 60.3% - 未婚・離婚・死別女性が世帯主: 9.6% - 非家族世帯: 26.1% - 単身世帯: 23.3% - 65歳以上の老人1人暮らし: 11.0% - 平均構成人数 - 世帯: 2.55人 - 家族: 2.99人 収入と家計 - 収入の中央値 - 世帯: 27,990米ドル - 家族: 33,300米ドル - 性別 - 男性: 26,463米ドル - 女性: 19,895米ドル - 人口1人あたり収入: 14,214米ドル - 貧困線以下 - 対人口: 18.6% - 対家族数: 14.8% - 18歳未満: 24.9% - 65歳以上: 20.1% |

## 都市と町

### 都市
- フレミングスバーグ - 郡庁所在地
- ユーイング
- ネプトン

### 未編入の町
| - ティルトン - ヒルズボロ - フォックスポート - マウントカーメル - デールズバーグ - ビーチバーグ - プレジャービル - ポプラグローブ - グレンジシティ - コルファクス | - リンゴズミル - プラマーズランディング - ミューズミル - ウォーリングフォード - ゴッダード - フォックスバレー - ブルーバンク - シャーバーン - コンコード - ペックスリッジ | - ヒルトップ - エリザビル - コーワン - ジョンソンジャンクション - クレーンタウン - フェアビュー - ポプラプレーンズ - ボールドヒル |

## 著名な出身者
- フランクリン・スースリー（1925年–1945年）、アメリカ海兵隊の軍人。硫黄島の戦いで擂鉢山に星条旗を掲げた6人の兵士の1人